# Oyedaea
Oyedaea es un género de plantas fanerógamas perteneciente a la familia de las asteráceas.   Comprende 48 especies descritas y de estas, solo 16 aceptadas.

## Taxonomía
El género fue descrito por Augustin Pyrame de Candolle y publicado en Prodromus Systematis Naturalis Regni Vegetabilis 5: 576. 1836. La especie tipo es: Oyedaea verbesinoides DC.	

## Especies aceptadas
A continuación se brinda un listado de las especies del género Oyedaea aceptadas hasta julio de 2012, ordenadas alfabéticamente. Para cada una se indica el nombre binomial seguido del autor, abreviado según las convenciones y usos.
- Oyedaea acuminata (Benth.) Benth. & Hook. f. ex Hemsl.
- Oyedaea boliviana Britton
- Oyedaea buphthalmoides DC.
- Oyedaea camargoana (S.Díaz) S.Díaz
- Oyedaea cuatrecasasii Pruski
- Oyedaea huilensis Cuatrec.
- Oyedaea lanceolata (Rusby) S.F.Blake
- Oyedaea maculata S.F.Blake
- Oyedaea obovata S.F.Blake
- Oyedaea reticulata S.F.Blake
- Oyedaea rusbyi S.F.Blake
- Oyedaea scaberrima (Benth.) S.F.Blake
- Oyedaea tepuiana (V.M.Badillo) Pruski
- Oyedaea verbesinoides DC.
- Oyedaea wedelioides (Klatt) S.F.Blake
- Oyedaea wurdackii Pruski